# Самарский автобус
Самарский автобус (до 1991 года Куйбышевский автобус) был запущен в эксплуатацию в 1926 году.

## История
В мае 1926 года в городе было открыто автобусное движение с твёрдым маршрутом. Для этого в Италии были закуплены небольшие 16-местные автобусы Fiat 505F. Первый маршрут осуществлялся вдоль Волги: 6 рейсов туда и обратно, причём в будние дни ходил один автобус, а в выходные — три. Позже были поставлены 8-местные Fiat 502F.
С 1934 года три 16-местных автобуса марки ГАЗ-03-30 перевозили пассажиров от фабрики-кухни до Хлебной площади и посёлка им. Шмидта. Через два года город получил 10 автобусов, а в ноябре 1936 года в трест пришло 10 грузовых такси. Затем перевозки осуществлялись автобусами ЗИС-8.
К 1966 году пассажирские перевозки получили большое развитие — транспортом перевозилось около 220 миллионов пассажиров в год.
В 2007 году действовало 66 маршрутов, обслуживаемых 3 автобусными парками города, однако к 2013 году количество маршрутов сократилось до 47, а количество муниципальных автобусных парков до 2.
В декабре 2017 года два муниципальных автобусных парка были слиты в один (ТК-2 МП «Пассажиравтотранс»). В апреле 2018 года автобусное хозяйство было передано в руки частного предприятия ООО «СамараАвтоГаз». По состоянию на сентябрь 2018 года оно обслуживает 27 льготных городских маршрутов, 7 маршрутов к городским кладбищам и 28 маршрутов на садово-дачные массивы. Ещё в феврале 2018 года предприятие закупило 100 новых автобусов МАЗ-206. Также льготные маршруты обслуживало ООО «Билайнер» (как и ООО «Самара АвтоГАЗ» входит в группу компаний «Самара АвтоГАЗ»): 22 городских маршрута, 1 маршрут к городским кладбищам, 1 маршрут на садово-дачный массив.
В 2023 году появилась информация о ликвидации в 2024 году МП «Пассажиравтотранс».

## Оплата проезда
С 1 января 2025 года оплата проезда производится при посадке кондуктору, либо водителю автобуса или через стационарные валидаторы. Стоимость проезда в коммерческих автобусах, работающих по муниципальному заказу составляет 37₽ при оплате Единой транспортной или банковской картой, 19₽ при оплате Картой школьника, 19,5₽ Картой студента и 40₽ при оплате наличными. Также принимаются безлимитные транспортные карты.
Стоимость проезда в коммерческих автобусах, работающих по нерегулируемому тарифу, составляет от 35₽ до 40₽, оплата на части маршрутов возможна только наличными.

## Подвижной состав
В 2018 году парк льготных автобусов ООО «СамараАвтоГАЗ» насчитывает 461 автобус, реальной эксплуатации находятся 334 автобуса. Парк ООО «Билайнер» насчитывает 100 автобусов.
В 2020 году в Самаре заработал электробус АКСМ-Е420 (на базе троллейбуса АКСМ-420). Машина находилась на тестовой эксплуатации до весны 2021 года, в 2023 году был выкуплен и поступил на баланс МП «ТТУ»; вместе с ним были куплены две зарядные станции. В планах у властей — купить ещё четыре электробуса.
В 2021 году ООО «СамараАвтоГаз» вошло в холдинг «Ранд-Транс». В 2021 году в город прибыли автобусы МАЗ-203, с пробегом в Перми и Московской области.
В 2023 году в Самару поступили 50 новых автобусов МАЗ-203.948 на компримированном природном газе (КПГ) белого цвета.

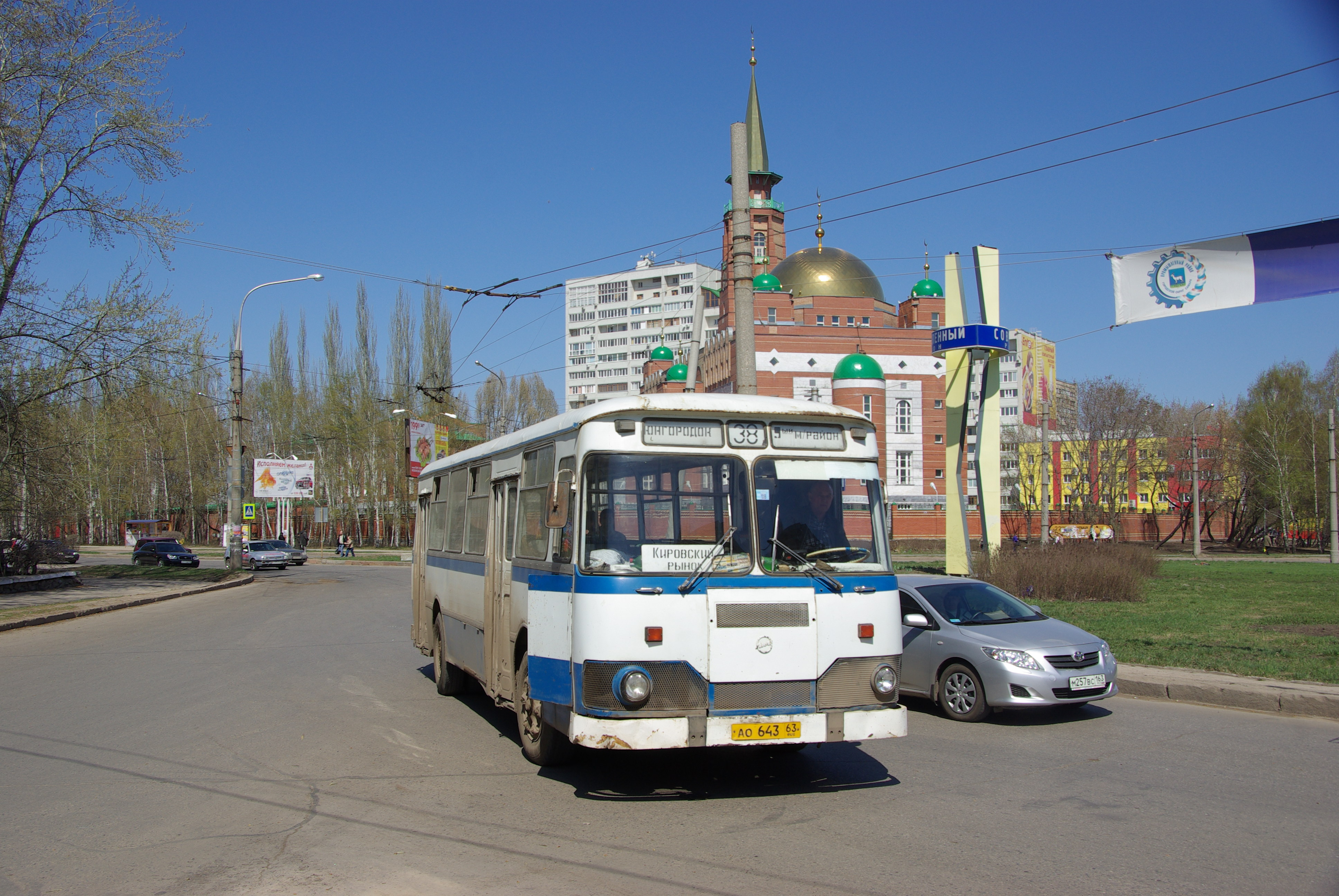
ЛиАЗ-677
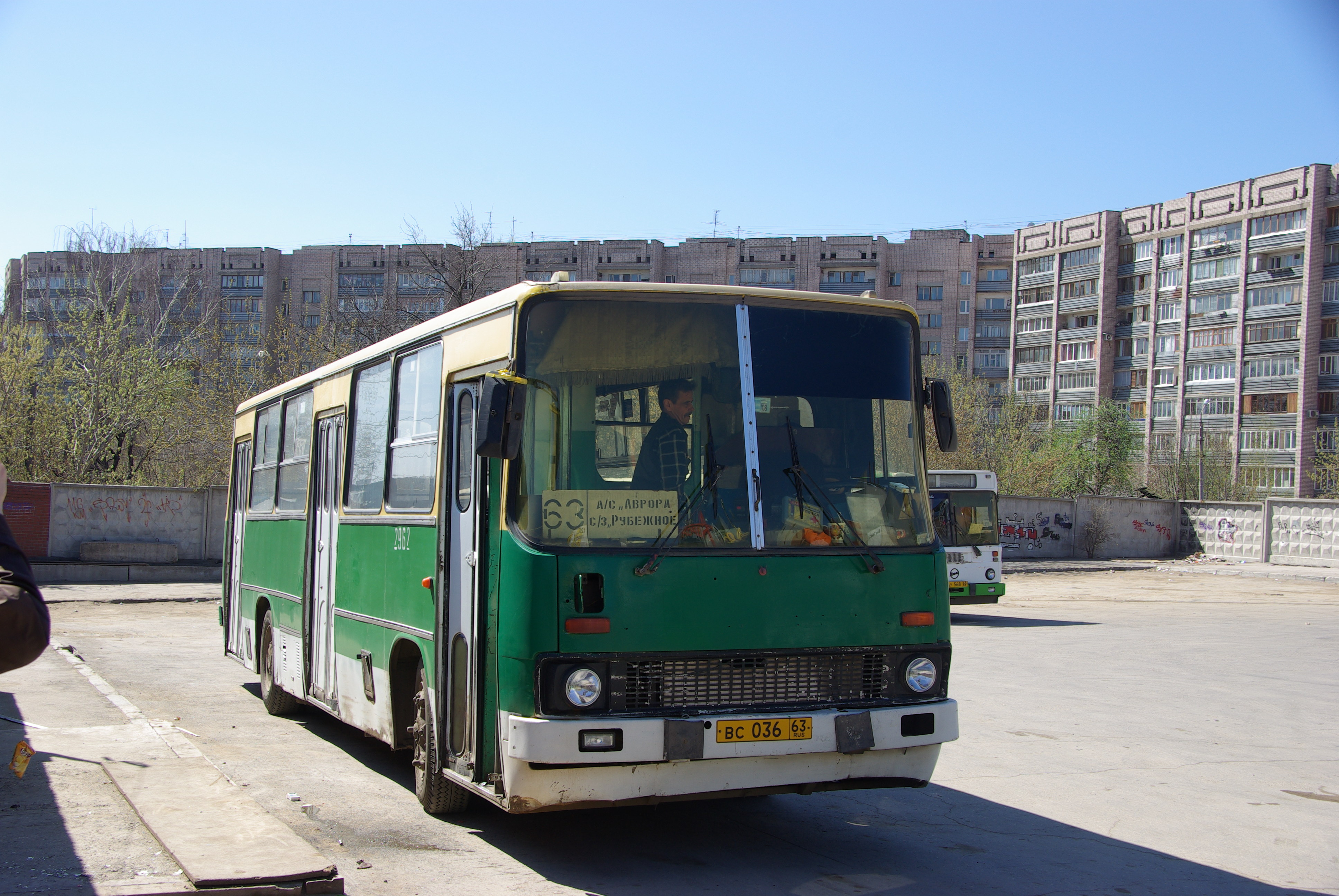
Ikarus 260
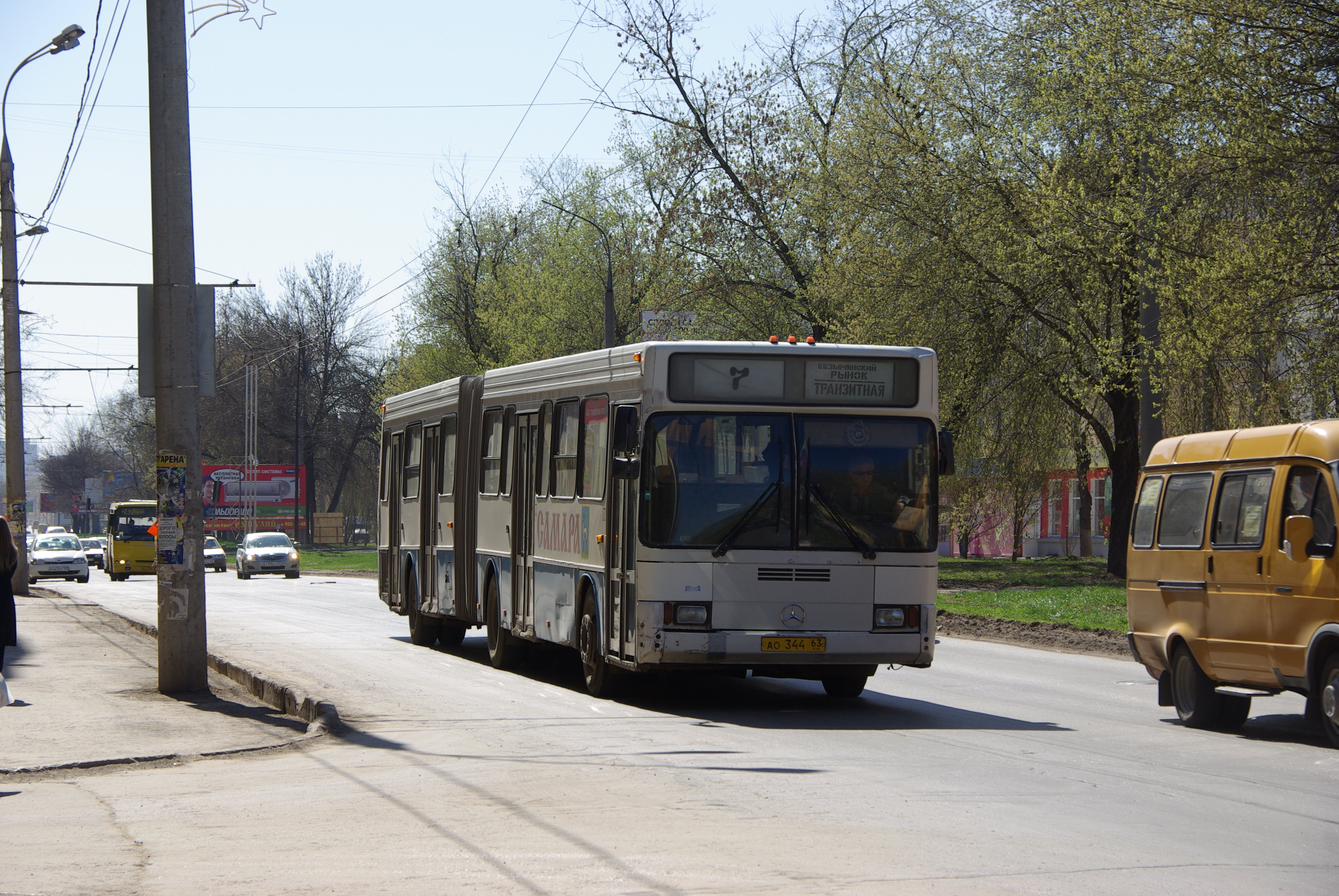
ГолАЗ АКА-6226
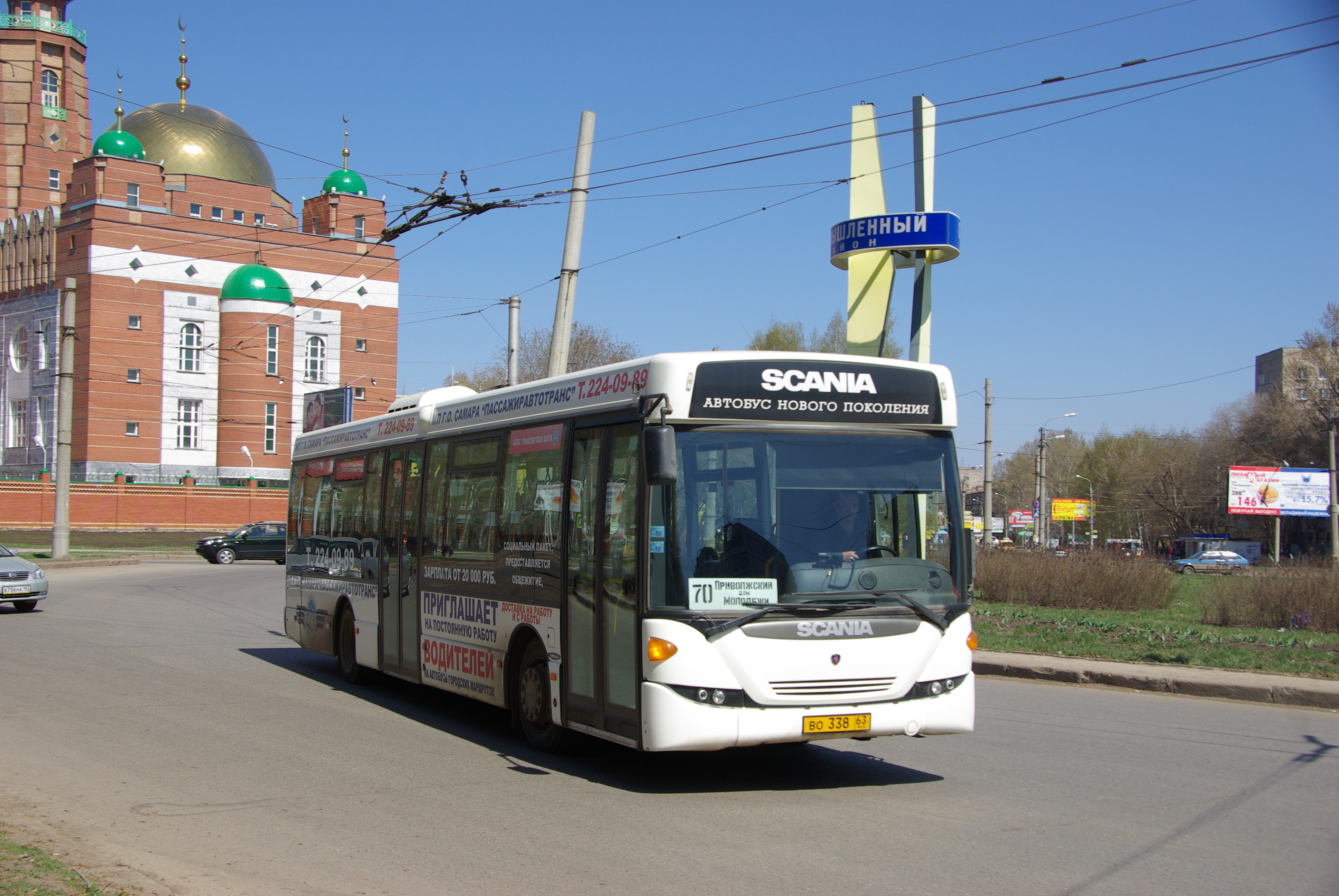
Scania OmniLink
АКСМ-Е420

## Перевозчики
По состоянию на 2023 год городские автобусные маршруты обслуживаются следующими организациями: ООО «Рейс», ООО «СамараАвтоГаз» (холдинг «Ранд-Транс») и ООО «Шоссе».